# Cypripedium × alaskanum
Cypripedium × alaskanum là một loài thực vật có hoa trong họ Lan. Loài này được P.M.Br. mô tả khoa học đầu tiên năm 1995.